# سيرجيو دينيس
سيرجيو دينيس (بالإسبانية: Sergio Denis)‏ هو كاتب أغاني ومغني وممثل أرجنتيني، ولد في 16 مارس 1949 في الأرجنتين.

## وصلات خارجية
- سيرجيو دينيس على موقع IMDb (الإنجليزية)
- سيرجيو دينيس على موقع ميوزك برينز (الإنجليزية)
- سيرجيو دينيس على موقع ديسكوغز (الإنجليزية)
- سيرجيو دينيس على موقع قاعدة بيانات الفيلم (الإنجليزية)